# لورا كولز
لورا كولز (بالإنجليزية: Laura Coles) هي لاعبة رماية أسترالية، ولدت في 22 أبريل 1987 في Stirling, South Australia ‏ في أستراليا.

## روابط خارجية
- لورا كولز على موقع أوليمبيديا (الإنجليزية)
- لورا كولز على موقع اتحاد ألعاب الكومنولث (مؤرشف) (الإنجليزية)